# Pelourinho de Aveloso
O Pelourinho de Aveloso está localizado na freguesia de Aveloso, no município da Mêda, distrito da Guarda, Portugal.
Está classificado como Imóvel de Interesse Público desde 1933.